# Racje żywnościowe typu C

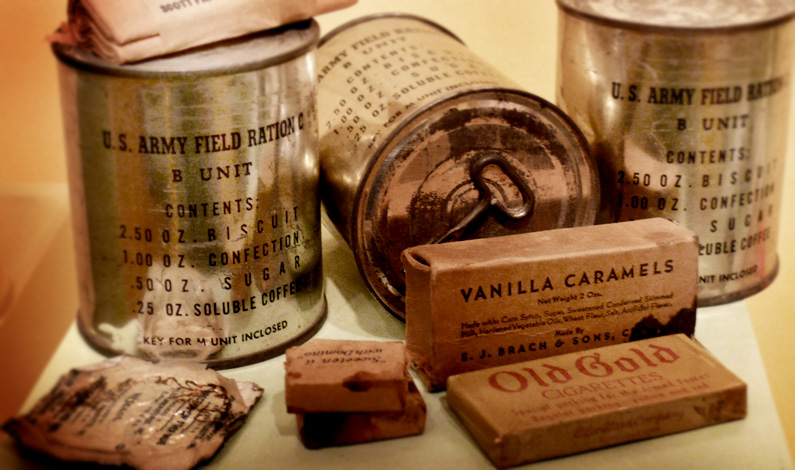
Racje typu C

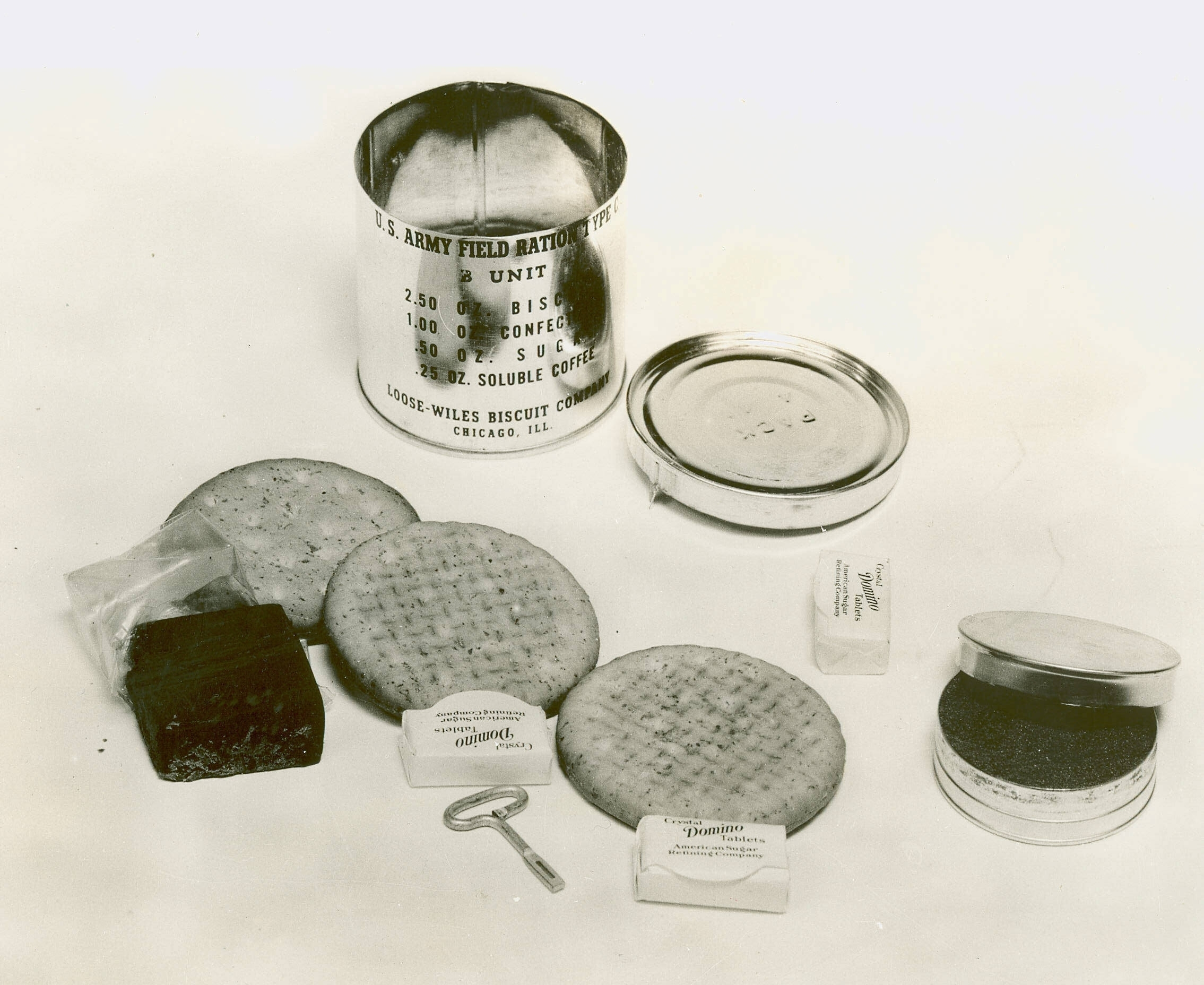
Zawartość puszki typu B

Racje żywnościowe typu C – polowe racje żywnościowe będące na wyposażeniu Sił Zbrojnych USA w latach 1939–1958. Racje typu C pakowane były w metalowe puszki.

## Historia
Racje typu C wprowadzono w roku 1939. Mały one zastąpić używane dotąd racje "Reserve Ration" używane od I wojny światowej. Po manewrach w roku 1940, gdzie testowano nowe racje obniżono wagę puszek. Racje były szeroko używane podczas II wojny światowej, wojny w Korei i wojny w Wietnamie.

## Opis racji
Racje żywnościowe typu C przeznaczone były dla żołnierzy znajdujących się z dala od kuchni polowych. Uzupełniano je racją typu D. Przez lata używania powstało kilka rodzajów racji polowych. Dzienna racja typu C składała się z 6 puszek: po 3 puszki typu M i B.

### Puszki typu M (mięsne)
Puszki typu M zawierały danie mięsne. Pierwotnie było to mięso z warzywami, mięso z fasolą lub mięso Hash. W roku 1943 dodano kolejne danie: spaghetti z mięsem. Natomiast w roku 1944 do menu dołączyły szynka, jajka z ziemniakami, mięso z kluskami, risotto, parówki z fasolą, wieprzowina z fasolką, szynka z fasolką i kurczak w warzywach. Wycofano natomiast niepopularne wśród żołnierzy mięso Hash.

### Puszki typu B (dodatki)
Puszki typu B zawierały chleb i dodatki. Skład przedstawiał się następująco: 5 sucharów, 3 kostki cukru, paczka z kawą rozpuszczalną, sproszkowaną lemoniadą lub bulionem. Później dodano jeszcze cukierki, dżem, płatki owsiane, sosy i przyprawy, itp.
Do racji dodawano zwykle 4 papierosy i pudełko zapałek.

## Następca
Po drugiej wojnie światowej postanowiono opracować nowe racje – typ E. Miały one być połączeniem racji typu C i K. Z uwagi na negatywną ocenę żołnierzy projekt upadł i kwatermistrzostwo postanowiło poprawić racje typu C. W roku 1948 powstały racje żywnościowe C-2. W roku 1951 wprowadzono rację C-3, która w porównaniu do C-2 zapewniała dużo większą różnorodność. Do puszek typu M i B dodano także puszkę z akcesoriami i z owocami. Racje C-3 nie wymagały podgrzania, można było je jeść na zimno. W roku 1954 wprowadzono pewną modyfikację racji C-3, nazwaną potem C-4. Puszkę z owocami zamieniono na dwie mniejsze.
Ostatecznym następcą racji typu C zostały racje MCI.